# Kürdəmir
Kürdəmir (traslitterato in Kurdamir) è una città dell'Azerbaigian, capoluogo dell'omonimo distretto.